# Storia ecclesiastica (Socrate Scolastico)
La Storia ecclesiastica (in latino Historia Ecclesiastica) di Socrate Scolastico è un libro di storia della Chiesa scritto in greco, relativo agli anni 305-439.

## Datazione
La data di composizione dell'opera deve essere cercata tra il 439, l'ultimo anno di cui parla Socrate, ed il 450, data di morte dell'imperatore Teodosio II, a cui fa sempre riferimento come ad un personaggio ancora vivente, ma è sicuramente anteriore alla morte di Proclo (446), il cui elogio in Vii, 41 non è quello per un defunto, ed anteriore anche al ritiro-esilio di Eudocia a Gerusalemme tra la fine del 441 e l'inizio del 442, perché il giudizio che l'autore fa dell'imperatrice è sempre positivo.
Un'indicazione nel libro VI, 6, 37, dimostra che nel 438 Socrate lavorava all'opera (egli fa riferimento ad un avvenimento di quell'anno come contemporaneo). Si può dunque pensare che questa sia verosimilmente la data in cui si conclude la prima redazione dell'opera, a cui ne seguirà una seconda pochi anni dopo, intorno al 439/440.

## Scopo dell'opera
Lo scopo della storia è la prosecuzione dell'opera omonima di Eusebio di Cesarea, in cui si riportano, in un greco semplice, gli avvenimenti della Chiesa dal tempo di Costantino fino all'epoca dello scrittore. Le controversie ecclesiastiche vi hanno un particolare rilievo, poiché quando la Chiesa è in pace per lo storico non vi è niente di rilevante da notare. Nella prefazione al Libro V, Socrate difende la sua trattazione dell'arianesimo e degli eventi politici in aggiunta alla vita della Chiesa.
Socrate afferma che lo stimolo alla scrittura del libro sia dovuto ad un certo Teodoro, di cui si allude nel proemio del secondo libro come un "santo di Dio", e sembra pertanto che si tratti di un monaco o di un esponente dell'alto clero. In una compilazione del VI secolo l'opera di Socrate fu combinata con quelle degli storici contemporanei Sozomeno e Teodoreto, oscurando così le differenze fino ai giorni nostri, quando i ritratti individuali della serie degli imperatori cristiani furono separati uno dall'altro grazie agli studi di Hartmut Leppin, Von Constantin dem Großen zu Theodosius II (Göttingen, 1996).

## Diffusione dell'opera in età moderna
La Storia ecclesiastica fu pubblicata per la prima volta in greco da Robert Estienne, sulla base del Codex Regius 1443 (Parigi, 1544). La traduzione in latino di Johannes Christophorson (1612) è importante per le varianti testuali. L'edizione moderna più importante venne realizzata da Henricus Valesius (Henri Valois, Parigi, 1668), che utilizzò il Codex Regius, un Codex Vaticanus e un Codex Florentinus, ed anche la tradizione indiretta di Theodorus Lector (Codex Leonis Alladi). L'edizione critica recente del testo è stata curata da G.C. Hansen e pubblicata nella serie Griechischen Christlichen Schriftsteller (Berlin: Akademie Verlag) 1995.